# Allt mänskosläktet av ett blod
Allt mänskosläktet av ett blod  är en psalm med sju verser, diktade av Johan Olof Wallin 1814 och 1816. Britt G Hallqvist bearbetade texten 1983, förutom den fjärde versen, som bearbetades av Anders Frostenson.
Melodin är en tonsättning av Burkhard Waldis tryckt i Der Psalter, In Newe Gesangs weise und künstliche Reimen gebracht från 1553 som används till ett flertal psalmer: O giv oss, Herre, av den tro (1986 nr 253), Ditt ljus, o Helge Ande, tänd (1921 nr 538), Förgäves all vår omsorg är (1986 nr 595), O Gud, ditt rike ingen ser (1986 nr 366), Var glad, min själ, och fatta mod (1986 nr 560).

## Publicerad i
- 1819 års psalmbok som nr 274 under rubriken "Kristligt sinne och förhållande - I allmänhet: Förhållandet till oss själva och nästan: Ödmjukhet, saktmod, stilla leverne".
- Svenska Missionsförbundets sångbok 1920 som nr 21 under rubriken "Skapelsen".
- 1937 års psalmbok som nr 402 under rubriken "Trons bevisning i levnaden" .
- 1986 års psalmbok som nr 588 under rubriken "Tillsammans i världen". (Texten i denna version är försedd med copyright)
- Svensk psalmbok för den evangelisk-lutherska kyrkan i Finland (1986) som nr 458 under rubriken "Kärlek och gemenskap" med något annorlunda text än i Den svenska psalmboken.